# UCI-Mountainbike-Weltcup 2020
Beim UCI-Mountainbike-Weltcup 2020 wurden durch die Union Cycliste Internationale Weltcup-Sieger in den Disziplinen Cross-Country und Downhill ermittelt.
Im Cross-Country waren Wettbewerbe an sechs Weltcup-Stationen in Nové Město na Moravě, Vallnord/Andorra, Lenzerheide, Mont Sainte-Anne, Val di Sole und Les Gets geplant. Aufgrund der COVID-19-Pandemie wurden jedoch nur zwei Rennen in Nové Město na Moravě ausgetragen und keine Gesamtsieger ermittelt. In der Elite wurden jeweils ein Rennen im Cross-Country Short Track XCC und im olympischen Cross-Country XCO ausgetragen. In der U23 gab es nur die Rennen über die olympische Distanz.
Im Downhill waren insgesamt acht Wettbewerbe geplant. Auch hier fielen Wettbewerbe aus und es wurden nur jeweils zwei Rennen in Lousã und Maribor ausgetragen. Im Gegensatz zum Cross-Country wurden die Gewinner der Gesamtwertung ermittelt.

## Cross-Country

### Frauen Elite
| Rnd | Datum                     | Ort                  | Race | Erste                  | Zweite                 | Dritte                 |
| --- | ------------------------- | -------------------- | ---- | ---------------------- | ---------------------- | ---------------------- |
| 1   | 29. September- 1. Oktober | Nové Město na Moravě | XCC  | Evie Richards          | Pauline Ferrand-Prévot | Loana Lecomte          |
| 1   | 29. September- 1. Oktober | Nové Město na Moravě | XCO  | Loana Lecomte          | Anne Terpstra          | Pauline Ferrand-Prévot |
| 2   | 2.–4. Oktober             | Nové Město na Moravě | XCC  | Evie Richards          | Pauline Ferrand-Prévot | Laura Stigger          |
| 2   | 2.–4. Oktober             | Nové Město na Moravě | XCO  | Pauline Ferrand-Prévot | Anne Terpstra          | Loana Lecomte          |

### Männer Elite
| Rnd | Datum                     | Ort                  | Race | Erster            | Zweiter         | Dritter           |
| --- | ------------------------- | -------------------- | ---- | ----------------- | --------------- | ----------------- |
| 1   | 29. September- 1. Oktober | Nové Město na Moravě | XCC  | Gerardo Ulloa     | Victor Koretzky | Maxime Marotte    |
| 1   | 29. September- 1. Oktober | Nové Město na Moravě | XCO  | Simon Andreassen  | Maxime Marotte  | Milan Vader       |
| 2   | 2.–4. Oktober             | Nové Město na Moravě | XCC  | Henrique Avancini | Thomas Litscher | Maximilian Brandl |
| 2   | 2.–4. Oktober             | Nové Město na Moravě | XCO  | Henrique Avancini | Milan Vader     | Nino Schurter     |

### Frauen U23
| Rnd | Datum      | Ort                  | Erste           | Zweite          | Dritte         |
| --- | ---------- | -------------------- | --------------- | --------------- | -------------- |
| 1   | 1. Oktober | Nové Město na Moravě | Giorgia Marchet | Ceylin Alvarado | Haley Batten   |
| 2   | 4. Oktober | Nové Město na Moravě | Ceylin Alvarado | Marika Tovo     | Hélène Clauzel |

### Männer U23
| Rnd | Datum      | Ort                  | Erster      | Zweiter             | Dritter     |
| --- | ---------- | -------------------- | ----------- | ------------------- | ----------- |
| 1   | 1. Oktober | Nové Město na Moravě | Tom Pidcock | Alexandre Balmer    | Vital Albin |
| 2   | 4. Oktober | Nové Město na Moravě | Tom Pidcock | Christopher Blevins | Vital Albin |

## Downhill

### Frauen Elite
| Rnd | Datum       | Ort     | Erste          | Zweite         | Dritte          |
| --- | ----------- | ------- | -------------- | -------------- | --------------- |
| 1   | 16. Oktober | Maribor | Marine Cabirou | Myriam Nicole  | Tracey Hannah   |
| 2   | 18. Oktober | Maribor | Nina Hoffmann  | Marine Cabirou | Eleonora Farini |
| 3   | 30. Oktober | Lousã   | Myriam Nicole  | Marine Cabirou | Tahnée Seagrave |
| 4   | 1. November | Lousã   | Marine Cabirou | Nina Hoffmann  | Tahnée Seagrave |

Gesamtwertung
| Platz | Name            | Punkte |
| ----- | --------------- | ------ |
| 1.    | Marine Cabirou  | 825    |
| 2.    | Nina Hoffmann   | 775    |
| 3.    | Myriam Nicole   | 664    |
| 4.    | Tracey Hannah   | 563    |
| 5.    | Tahnée Seagrave | 546    |
| 6.    | Eleonora Farini | 476    |

### Männer Elite
| Rnd | Datum       | Ort     | Erster        | Zweiter      | Dritter         |
| --- | ----------- | ------- | ------------- | ------------ | --------------- |
| 1   | 16. Oktober | Maribor | Loris Vergier | Rémi Thirion | Thibaut Dapréla |
| 2   | 18. Oktober | Maribor | Loris Vergier | Loïc Bruni   | Matt Walker     |
| 3   | 30. Oktober | Lousã   | Matt Walker   | Greg Minnaar | Loïc Bruni      |
| 4   | 1. November | Lousã   | Loïc Bruni    | Greg Minnaar | Matt Walker     |

Gesamtwertung (nach zwei von sechs Stationen)
| Platz | Name            | Punkte |
| ----- | --------------- | ------ |
| 1.    | Matt Walker     | 825    |
| 2.    | Loïc Bruni      | 775    |
| 3.    | Greg Minnaar    | 664    |
| 4.    | Loris Vergier   | 563    |
| 5.    | Thibaut Dapréla | 546    |
| 6.    | Troy Brosnan    | 476    |

### Juniorinnen
| Rnd | Datum       | Ort     | Erste           | Zweite               | Dritte               |
| --- | ----------- | ------- | --------------- | -------------------- | -------------------- |
| 1   | 16. Oktober | Maribor | Léona Pierrini  | Siel Van Der Velden  | Anastasia Thiele     |
| 2   | 18. Oktober | Maribor | Léona Pierrini  | Siel Van Der Velden  | Ella Erickson        |
| 3   | 30. Oktober | Lousã   | Léona Pierrini  | Lauryne Chappaz      | Aina Gonzalez Grimau |
| 4   | 1. November | Lousã   | Lauryne Chappaz | Aina Gonzalez Grimau | Siel Van Der Velden  |

Gesamtwertung
| Pos | Coureuse             | Pts |
| --- | -------------------- | --- |
| 1.  | Léona Pierrini       | 190 |
| 2.  | Siel Van Der Velden  | 105 |
| 3.  | Lauryne Chappaz      | 100 |
| 4.  | Aina Gonzalez Grimau | 060 |
| 5.  | Ella Erickson        | 045 |

### Junioren
| Rnd | Datum       | Ort     | Erster            | Zweiter             | Dritter           |
| --- | ----------- | ------- | ----------------- | ------------------- | ----------------- |
| 1   | 16. Oktober | Maribor | Oisin O’Callaghan | Dan Slack           | Nuno Reis         |
| 2   | 18. Oktober | Maribor | Oisin O’Callaghan | Nuno Reis           | Dante Silva       |
| 3   | 30. Oktober | Lousã   | Ethan Craik       | Pau Menoyo Busquets | Christopher Grice |
| 4   | 1. November | Lousã   | Dante Silva       | Gonzalo Bandeira    | Ethan Craik       |

Gesamtwertung
| Pos | Coureur           | Pts |
| --- | ----------------- | --- |
| 1.  | Ethan Craik       | 131 |
| 2.  | Oisin O’Callaghan | 120 |
| 3.  | Nuno Reis         | 110 |
| 4.  | Dante Silva       | 092 |
| 5.  | Dan Slack         | 079 |